# Самеба (Чохатаурський муніципалітет)
Самеба (груз. სამება) — село в Грузії.
За даними перепису населення 2014 року в селі проживає 475 осіб.